# Enrique Pujals
Enrique Ramiro Pujals (Argentina, 3 de julho de 1967) é um matemático brasileiro nascido na Argentina, conhecido por suas contribuições ao entendimento dos sistemas dinâmicos. É pesquisador no Instituto Nacional de Matemática Pura e Aplicada (IMPA).
Após concluir sua licenciatura em matemática na Universidade de Buenos Aires em 1992, iniciou seu doutorado no IMPA, onde foi orientado por Jacob Palis, completando-o em 1996.
Em 2002 foi palestrante convidado no Congresso Internacional de Matemáticos em Pequim. Também recebeu o Prêmio Ramanujan ICTP em 2008, e é um membro da Academia Brasileira de Ciências.

## Publicações selecionadas
- S. Crovisier, E.R. Pujals, C. Tresser, Mildly dissipative diffeomorphisms of the disk with zero entropy Acta Mathematica, Volume 232 (2024) Number 2, 221-323. [10]
- S. Crovisier, E.R. Pujals, Essential hyperbolicity and homoclinic bifurcations: a dichotomy phenomenon/mechanism for diffeomorphisms, Inventiones Mathematicae, (2015) Volume 201, Issue 2, 385–517.[11]
- Pujals, E. R.; Sambarino, M. "On the dynamics of dominated splitting", Annals of Mathematics, Princeton, (169) (2009), 675–740.[12]
- Morales, C.; Pacifico, M.J.; Pujals, E. R. Robust transitive singular sets for 3-flows are partially hyperbolic attractors or repellers, Annals of Mathematics, Princeton. 160, no 2, (2004), 375–43. [13]
- Bonatti, C.; Diaz, L.; Pujals, E. R. "A C1-generic dichotomy for diffeomorphisms: Weak forms of hyperbolicity or infinitely many sinks or sources". Annals of Mathematics, Princeton, v. 158, pp. 355–418, 2003.[14]
- Pujals, E. R.; Sambarino, M. "Homoclinic tangencies and hyperbolicity for surface diffeomorphisms". Annals of Mathematics, Princeton, v. 151, n. 3, pp. 961–1023, 2000. [15]
- L. Diaz, E.R. Pujals, R. Ures, Partial hyperbolicity and robust transitivity, Acta Mathematica 183, no. 1 (1999), 1–43. [16]